# Escuela nocturna

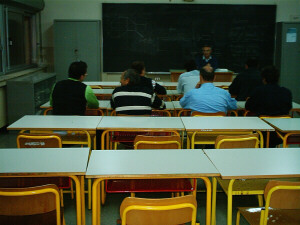
Escuela nocturna, con alumnado casi enteramente de adultos que trabajan

Se denomina escuela nocturna a una institución educativa, que se especializa en la capacitación de adultos trabajadores, que concurren a clase en horario nocturno. Con asistencia semanal o incluso adoptando los sábados (fuera de días laborables). 

## Clasificación
- Esta generalización, abarca  a escuelas del nivel superior que se especializan en temas y disciplinas que poseen una salida laboral de calidad profesional.

- Las principales; tienen por objetivo completar la educación secundaria de adultos jóvenes que no han podido realizar o completar sus estudios en escuelas diurnas.

- Las últimas de la categoría; se orientan a brindar capacitación extracurricular; en artes, oficios y necesidades elementales.

## Edad Relativa
El alumnado, abarca desde adultos jóvenes hasta personas mayores. La edad máxima es de hasta 70 años de edad.

## A Distancia
Existe la posibilidad de optar por modalidades a distancia. En la que el alumno, se presenta únicamente a rendir exámenes y ser oyente de la clase que opta estar presente.

## Profesorado
El magisterio de las escuelas nocturnas para adultos; requieren una capacitación complementaria, especial al de las escuelas diurnas; para ejercer en este ámbito académico.
- Datos: Q319004
- Multimedia: Evening schools / Q319004